# Человек из Дакоты
«Человек из Дакоты» (англ.: The Man from Dakota) — американский фильм 1940 года режиссёра Лесли Фентона по мотивам романа МакКинли Кантора.

## Сюжет
Во время Гражданской войны в США бежавшие из плена Конфедератов сержант Барстоу и лейтенант Оливер Кларк спасают русскую девушку Елену, которая ехала в штаб армии Союза с очень важными сведениями — при ней карта, написанная на русском языке, с подробным описанием позиций армии Южан и с указанием места крупной засады против Северян. Нужно срочно доставить карту генералу Гранту, иначе армия Союза попадёт в засаду Конфедератов. Теперь от этой неожиданной троицы абсолютно несхожих характерами и целями — сержанта, которому надоела война и он просто хочет к себе домой, интеллигентного лейтенанта-идеалиста и русской девушки — зависит будущее Америки.

Лучшим названием для этого симпатичного фильма с Бири в главной роли могло бы быть «Леди из Москвы», настолько странным является появление Дель Рио в фильме в роли русской эмигрантки, который встречается с Бири и Говардом, солдатами Союза, сбежавшими из тюрьмы Конфедерации. Как обычно, Бири — туповатый солдат, и, как обычно, в конце он оказывается героем, что позволяет Говарду доставить важные документы и таким образом искупить свое чёрное прошлое и выиграть Дель Рио.Оригинальный текст (англ.)A better title for this amiable Beery vehicle migh have been "The Lady from Moscow", so strange is Del Rio's introduction into the film as the Russian emigré who meets up with Beery and Howard, who are Union soldiers escaping Confederate prison . As usual Beery is the oafish bull of a soldier and, as usual, he turns out to be a hero at the end , thus allowing hovard to recapture important Union documents and so redeem his black past and win Del Rio.— The Encyclopedia of Western Movies / Phil Hardy. - Octopus, 1985. -  395 p. - page 108

## В ролях
- Уоллес Бири — сержант Барстоу
- Джон Говард — лейтенант Оливер Кларк
- Долорес дель Рио — Евгения «Йенни» Стэнфорд
- Дональд Мик — мистер Вестри
- Роберт Бэррат — Парсон Саммерс
- Эддисон Ричардс — главный маршал южан
- Вэйд Ботелер — генерал северян
- Говард Хикман- капитан северян
- Грегори Гайе — полковник Бородин
- Виктор Варкони — полковник Курагин
- Бадди Рузвельт — офицер
- Фрэнсис Форд — солдат